# سوپرمن/بتمن: دشمنان مردم
سوپرمن/بتمن: دشمنان مردم (انگلیسی: Superman/Batman: Public Enemies) یک فیلم ویدئویی پویانمایی در سبک علمی–تخیلی و ابرقهرمانی به کارگردانی سام لیو است که در سال ۲۰۰۹ منتشر شد.

## داستان
پس از اینکه لکس لوتر ادعا می کند با سوپرمن دشمنی ندارد و یک انسان جامعه دوست است ، پول های بسیار زیادی به عنوان یک انسان معروف به جیب می زند . در این حال آماندا والر برای سود بردن به او پیشنهاد همکاری می دهد و وی هم قبول می کند . پس از همکاری آنها شهر گاتهام سیتی و شهر متروپلیس دچار آشوب می شود . حال فقط دو نفر هستند که باید جلوی آنها را بگیرند . و آن دونفر کسانی نیستند جز بتمن و سوپرمن

## بازیگران
- کوین کانروی در نقش بروس وین / بتمن
- تیم دالی در نقش کلارک کنت / سوپرمن
- کلنسی براون در نقش لکس لوتر
- زاندر برکلی در نقش کاپیتان اتم
- کوری برتون در نقش کاپیتان مارول / شزم، سالومون گراندی
- آلیسون مک در نقش پاور گرل
- جان کریستوفر مک‌گینلی در نقش متالو
- سی.سی.اچ. پاوندر در نقش آماندا والر
- ریکاردو شاویرا در نقش میجر فورس
- آلن اوپنهایمر در نقش آلفرد پنی‌ورث
- برایان جرج در نقش گوریلا گراد
- آندریا رومانو در نقش گیگانتا
- بروس تیم در نقش مانگل
- جنیفر هیل در نقش استارفایر، کیلر فراست
- لوار بارتون در نقش بلک لایتنینگ
- راشل مک‌فارلن در نقش نایت‌شید، لیدی شیوا
- مایکل گاف در نقش هاوک‌من، کاپیتان کلد
- جاناتان آدامز در نقش ژنرال